# Peter Zezel
Peter Zezel (* 22. April 1965 in Toronto, Ontario; † 26. Mai 2009 ebenda) war ein kanadischer Eishockeyspieler, der im Verlauf seiner aktiven Karriere zwischen 1984 und 1999 unter anderem 1004 Spiele für die Philadelphia Flyers, St. Louis Blues, Washington Capitals, Toronto Maple Leafs, Dallas Stars, New Jersey Devils und Vancouver Canucks in der National Hockey League auf der Position des Centers bestritten hat.

## Karriere
Peter Zezel begann seine Karriere als Eishockeyspieler bei den Toronto Marlboros, für die er von 1982 bis 1984 in der Ontario Hockey League spielte. In dieser Zeit wurde er während des NHL Entry Draft 1983 in der zweiten Runde als insgesamt 41. Spieler von den Philadelphia Flyers ausgewählt. Bei den Flyers spielte er bis zum 29. November 1988, als er im Tausch für Mike Bullard an die St. Louis Blues abgegeben wurde. Dort blieb er zwei Jahre, ehe der Kanadier zu den Washington Capitals transferiert wurde. Noch während seiner ersten Spielzeit in der US-Hauptstadt wurde er am 16. Januar 1991 zusammen mit Bob Rouse im Tausch für Al Iafrate an die Toronto Maple Leafs abgegeben.
In Toronto blieb Zezel bis 1994, ehe er in der folgenden Spielzeit sowohl für die Dallas Stars aus der NHL als auch für die Kalamazoo Wings aus der International Hockey League zum Einsatz kam. Von 1995 bis 1997 spielte der Center erneut für St. Louis, anschließend bis 1999 noch bei den New Jersey Devils und Vancouver Canucks aus der NHL sowie bei New Jerseys Farmteam aus der American Hockey League, den Albany River Rats. 
Aus familiären Gründen beendete er 1999 seine NHL-Karriere. Von 2002 bis 2005 spielte er noch einmal für die Cambridge Hornets in der Ontario Hockey Association.
2001 wäre Zezel beinahe an hämolytischer Anämie gestorben, erholte sich aber wieder und wurde wegen der Krankheit weiterhin behandelt. Acht Jahre später verschlechterte sich sein Gesundheitszustand drastisch, so dass er sich einer Chemotherapie unterziehen musste und seine Milz entfernt wurde. In der Folge fiel er in ein Koma, und am 26. Mai 2009 wurde bekannt, dass die Lebenserhaltungssysteme ausgeschaltet wurden. Er starb am gleichen Tag in einer Klinik in Toronto.

## Erfolge und Auszeichnungen
- 1998 Teilnahme am AHL All-Star Classic
- 1998 AHL All-Star Classic MVP

## Karrierestatistik
(Legende zur Spielerstatistik: Sp oder GP = absolvierte Spiele; T oder G = erzielte Tore; V oder A = erzielte Assists; Pkt oder Pts = erzielte Scorerpunkte; SM oder PIM = erhaltene Strafminuten; +/− = Plus/Minus-Bilanz; PP = erzielte Überzahltore; SH = erzielte Unterzahltore; GW = erzielte Siegtore; 1 Play-downs/Relegation; Kursiv: Statistik nicht vollständig)